# Lambula cuprea
Lambula cuprea är en fjärilsart som beskrevs av Rothschild 1912. Lambula cuprea ingår i släktet Lambula och familjen björnspinnare. Inga underarter finns listade i Catalogue of Life.